# Tornike Kipiani
Tornike Kipiani (på georgisk:თორნიკე ყიფიანი,født 11. december 1987) er en georgisk sanger, der skulle have repræsenteret Georgien ved Eurovision Song Contest 2020 i Rotterdam. Eurovision Song Contest 2020 blev imidlertid aflyst på grund af COVID-19-pandemien. I stedet er han valgt internt af georgisk TV til at repræsentere landet ved Eurovision Song Contest 2021. Det gjorde han med sangen You, hvor han fik en 16. plads i semifinale 2 med 16 point.
I 2014 vandt han den første sæson af den georgiske version af X Factor. I 2019 deltog han i talentshowet Georgian Idol, hvor han vandt finalen den 31. december.

## Diskografie
Singler
- You Are My Sunshine (2017, med Giorgi Bolotashvili)
- Take Me as I Am (2020)
- You (2021)